# Richfield Springs
Richfield Springs – wieś w Stanach Zjednoczonych, w stanie Nowy Jork, w hrabstwie Otsego.